# Par Bricole

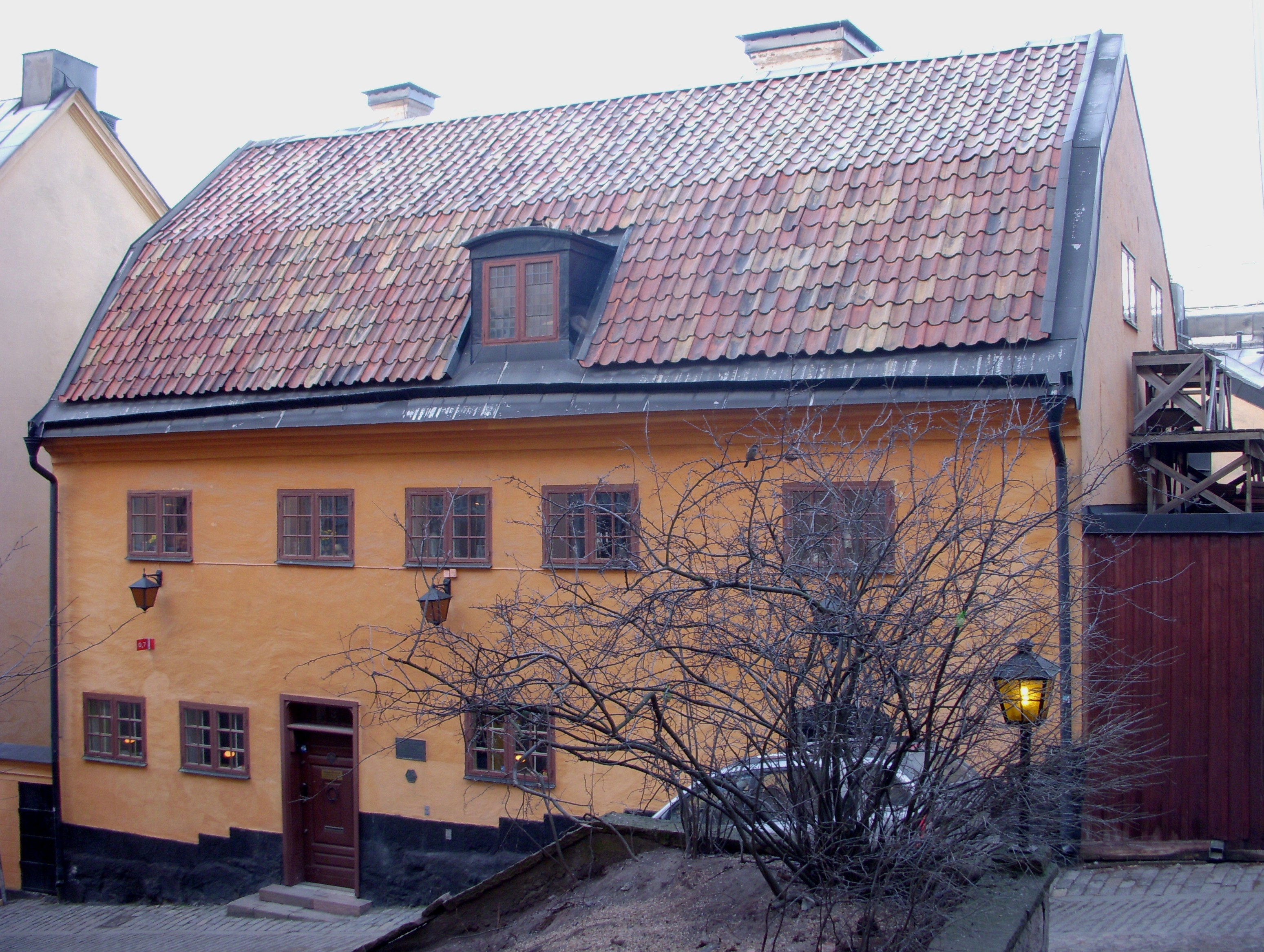
Par Bricoles stamhus Bellmanhuset på Södermalm.

Par Bricole är ett bacchanaliskt ordenssällskap endast för män, stiftat i Stockholm den 15 maj 1779 i Källaren Kejsarkronan vid Drottninggatan 6. Främsta inspirationskällorna var frimurarna och Bellmans verk Bacchi orden.
Namnet Par Bricole kommer av en fransk biljardterm, som betyder ”med studs”. Inom sällskapet tolkas det traditionellt och en smula oegentligt i stället som ”av en slump”, egentligen ”på omvägar”, ”indirekt”, och förkortas vanligen P.B.
Par Bricoles moderloge finns än idag i Stockholm och huserar i ordens ”stamhus” Bellmanhuset vid Urvädersgränd. Orden har även dotterloger i Göteborg (Göta Par Bricole), Vänersborg, Borås, Malmö, Jönköping, Sundsvall, och Örebro.

## Förhistoria
Första ursprunget till detta är att söka i en liten krets av muntra umgängesbröder (bland dem Carl Israel Hallman), för vilka skalden Bellman 1766–1771 föredrog sina parodisk-humoristiska Handlingar rörande Bacchi ordenskapitel. Han verkar därmed delvis ha avsett att gyckla såväl med åkandet efter titlar och ordensstjärnor som med frimureriets hemlighetsfulla ceremoniväsen. Åtskilliga intyg ger vid handen, att Bellman senast 1774 stiftat tre ”riddar-grader”, varur Par Bricole omedelbart utvecklat sig. Emellertid har sällskapets officiella tillvaro brukat räknas från 1779, då Olof Kexél inkallades och utarbetade ritualen för flera nya, högre, grader. Vid samma tid blev hertig Karl av Södermanland (den blivande Karl XIII) ordens skyddsherre.

## Medlemmar och loger
Bland Par Bricoles medlemmar under 1700-talet framstår vidare namnen Elis Schröderheim, Nils von Rosenstein, Johan Henrik Kellgren, Johan Gabriel Oxenstierna, Bengt Lidner, Abraham Niclas Edelcrantz, A.A. Stjerncrantz, Johan Magnus Lannerstierna, Olof Åhlström, Francesco Antonio Uttini, Christopher Christian Karsten, Carl Stenborg och Edouard Du Puy. Kexél var ända till sin död generalceremonimästare och Bellman den förste ordensskalden. Under 1799 vidtar ordens andra period med inrättande av nya ämbeten, bland annat Stormästareämbetet. Två år därefter, 1801, instiftades en filialloge i Göteborg (Göta Par Bricole); sedermera har dylika uppstått i Vänersborg (1839), Borås (1860), Malmö (1878), Jönköping (1879), Sundsvall (1985) och Örebro (2017).

## Tidigt 1800-tal

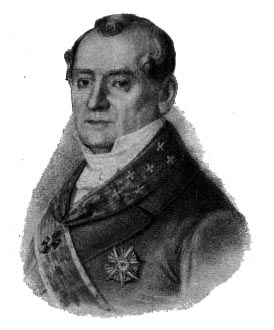
Pehr Westerstrand, stormästare 1832–1857, i Par Bricole-insignier.

Under det tidiga 1800-talet hotade det allvarligt mystiska, ”högre” bricoleriet att ta överhanden, men från 1820 tog orden åter en gladare vändning (”nackspil” (Nachspiel eller efterfester) infördes och så vidare). Bland verksamma medlemmar på den tiden märks Lars Hjortsberg, Valerius, J.M. Stjernstolpe, J.V. Berger, J.H. Pettersson, Bernhard Crusell, Franz Berwald, Johann Franz Brendler, Andreas Randel, Bellmanssångaren Axel Arvid Raab, Lars Adolf Kinmansson, skalden Fredrik August Dahlgren, Clas Livijn, Bernhard von Beskow, Johan Anders Björck, H.M. Munthe, Olof Strandberg och Pehr Westerstrand (som var ordens uppburne Stormästare 1832–1857). Under 1850-1870-talen deltog Kungliga Operans förnämsta sångare flitigt i ordenslivet.

## Stormästare
Bland ordens stormästare i senare tid kan nämnas kirurgen professor Carl Jakob Rossander (1892–1900) och regementsläkaren H. Sundberg (1910–1925). Nuvarande Stormästare är Henrik Mickos (sedan 2016). Under 1829 firade Par Bricole sitt 50-årsjubileum, och 26 juli samma år avtäcktes på Kungliga Djurgården Johan Niclas Byströms av sällskapet bekostade Bellmansbyst på Bellmansro. Alltsedan dess firas årligen Bellmansdagen (26 juli) där som en folkfest under P.B:s ledning. Ordens högtidsdagar är dessutom 15 maj samt Barbaradagen, 4 december (av Bellman vald till ära för hans farmorsmor, Barbara Klein; Barbara brukar förhärligas fantastiskt som ett slags dionysisk gudinna, alla bricolisters ”moster”). År 1874 firade orden 100-årsjubileum med festkantat av Talis Qualis och Ludvig Norman.

### Stormästarlängd
- 1799–1811: Jonas Cederstedt
- 1811–1812: Carl Ernst Oldenburg
- 1813–1820: Daniel Georg Nescher
- 1820–1821: Måns Stenbock
- 1822–1830: Lars Hjortsberg
- 1830–1831: Johan Henrik Peterson
- 1832: Carl Magnus af Robson
- 1833–1857: Pehr Westerstrand
- 1858–1877: Herman Schlytern
- 1878–1891: Per Olof Bäckström
- 1892–1900: Carl Jacob Rossander
- 1901–1909: Per Christian Libert Lovén
- 1909–1910: Herman Eugène Weylandt
- 1910–1925: Jacob Gustaf Harald Sundberg
- 1926–1930: Ernst August Ludvig Lind af Hageby
- 1931–1958: Gösta Söderberg
- 1959–1967: Sven d'Ailly
- 1967–1970: Arne Biörnstad
- 1971–1975: Ivar Öman
- 1975–1995: Hans Kjellgren
- 1995–2007: Sven Olof Forselius
- 2007–2016: Åke Pilotti
- 2016–idag: Henrik Mickos

## Sammanfattning
Par Bricole räknar en stor mängd ledamöter som förenas i ett intresse för talekonst, musik och teater. Kungen står som ordens beskyddare. Sången spelar en stor roll inom sällskapet. Under dess första halvsekel odlades den i form av sällskapsvisan; sedan har denna efterträtts av kvartett- och sedermera körsången. Par Bricole äger en ypperlig sångkör, och som dennas anförare har verkat Frans Preumayr (1832–1853), Eduard Brendler och (1853–1862) Andreas Randel, vilka båda komponerat sällskapets högtidskörer, under 1860-talet August Söderman, August Melcher Myrberg och Olle Strandberg, 1869–1880 Joseph Dente, 1880–1891 Ludvig Ohlsson, samt 1891–1915 Erik Åkerberg. Körens dirigenter från 1970-talet var Håkan Sund, Hans Lundgren och Hans Kyhle (1979–2007). Sedan 2010 leds kören av Ian Plaude.